# Hamulivka, Cernivți
Hamulivka (în ucraineană Гамулівка) este un sat în comuna Babciînți din raionul Cernivți, regiunea Vinnița, Ucraina.

## Demografie
Componența lingvistică a localității Hamulivka
     Ucraineană (100%)
Conform recensământului din 2001, toată populația localității Hamulivka era vorbitoare de ucraineană (100%).